# Six Flags Qiddiya
Six Flags Qiddiya (Arabe : ستة أعلام القدية) est un parc d'attractions en construction appartenant à Six Flags et situé à Qiddiya, proche de la capitale de l'Arabie Saoudite ; Riyad. Le parc comportera à son ouverture en 2025 un total de 28 attractions dont 8 montagnes-russes.

## Historique

### Le projet Qiddiya (2016-2021)
Le 28 juin 2016, l'Arabie saoudite annonce le projet « Qiddiya City », qui consiste à devenir la plus grande destination touristique du monde d'ici 2030 dans le cadre du projet Saudi Vision 2030, soutenu par le Fonds public d'investissement d'Arabie saoudite.
Cette même année est annoncée l'ouverture d'un parc d'attraction détenu par le groupe américain réputé dans le monde des parcs d'attractions ; Six Flags. Le parc sera, à son ouverture, le plus grand parc à thème du Moyen-Orient avec une superficie 79 acres (0,32 km2). Ainsi, le groupe Six Flags et l'Arabie saoudite communiquent rapidement sur l'ouverture d'une montagne-russe spectaculaire battant l'ensemble des records sous le nom de "Falcon's Flight". La montagne-russe possèdera un parcours long de 4 325 m, une hauteur maximale de 195 m et une vitesse maximale de 250 km/h, écrasant les records précédents détenus par Steel Dragon 2000, Kingda Ka et Formula Rossa.

### Construction (depuis 2021)
Le 12 décembre 2021, la construction de Six Flags Qiddiya démarre et les premiers « concept art » du parc et des différentes attractions et zones de ce dernier sont diffusés. Le 12 décembre 2024, soit trois ans après le début de la construction du parc, l'assemblage des rails de la montagne-russe « Falcon's Flight » est terminé.

## Attractions

### Montagnes russes
| Nom                      | Type                                   | Constructeur                 | Zone              | Année |
| ------------------------ | -------------------------------------- | ---------------------------- | ----------------- | ----- |
| Saw Mill Falls           | Montagnes russes aquatiques            | Mack Rides                   | Steam Town        | 2025  |
| Colossus                 | Montagnes russes en bois               | Great Coasters International | Grand Exposition  | 2025  |
| Iron Rattler             | Montagnes russes assises               | Vekoma                       | Steam Town        | 2025  |
| Adrena-Line Express      | Montagnes russes à véhicules suspendus | Vekoma                       | City of Thrills   | 2025  |
| Twilight Express Coaster | Montagnes russes assises               | Vekoma                       | Twilight Gardens  | 2025  |
| Sea Stallion             | Montagnes russes de motos              | Maurer                       | Discovery Springs | 2025  |
| Falcon's Flight          | Montagnes russes lancées               | Intamin                      | City of Thrills   | 2025  |
| Spitfire                 | Montagnes russes lancées               | Intamin                      | Valley of Fortune | 2025  |

## Localisation
| \| Six Flags Qiddiya \| Localisation du parc Six Flags Qiddiya |
| Six Flags Qiddiya                                              |

Six Flags Qiddiya se situe à environ 20 minutes de Riyad, la capitale du pays de l'Arabie saoudite et à une heure de l'aéroport King Khaled. Une extension de la ligne de métro entre Riyad et Qiddiya est aussi prévue.

## Zones thématiques
Lors de son ouverture en 2025, Six Flags Qiddiya disposera de six zones thématiques :
- City of Thrills
- Discovery Springs
- Steam Town
- Twilight Gardens
- Valley of Fortune
- Grand Exposition